# Noxuddağ
Noxuddağ är ett berg i Azerbajdzjan.   Det ligger i distriktet Nachitjevan, i den sydvästra delen av landet, 400 km väster om huvudstaden Baku. Toppen på Noxuddağ är 1 677 meter över havet, eller 716 meter över den omgivande terrängen. Bredden vid basen är 15,4 km.
Terrängen runt Noxuddağ är kuperad åt nordost, men åt sydväst är den bergig. Närmaste större samhälle är Culfa, 15,8 km öster om Noxuddağ.
Trakten runt Noxuddağ består i huvudsak av gräsmarker. Runt Noxuddağ är det ganska tätbefolkat, med 80 invånare per kvadratkilometer.